# Tatjana Gessner
Tatjana Gessner (* um 1971 als Tatjana Buschenhagen) ist eine deutsche Hörspielsprecherin.
Sie ist vor allem durch die Stimme der „Marita“ in Bibi Blocksberg von Folge 19 bis Folge 64 bekannt geworden, wo sie eine der Hauptfiguren um die kleine Hexe gesprochen hat. Ab Folge 38 („Die Weihnachtsmänner“), die 1987 erschienen ist, tritt sie in der Serie und auch in allen anderen Hörspielen als Tatjana Gessner auf. In den frühen 80er-Jahren sprach sie darüber hinaus bereits die Hauptrolle der Tina in der ebenfalls vom Label Kiddinx produzierten Detektiv-Reihe Die kleinen Detektive.
In Benjamin Blümchen sprach sie viele Rollen von kleinen Mädchen und wirkte in vielen anderen Hörspielen in den Kiddinx-Studios mit.

## Hörspiele
- Die kleinen Detektive, inzwischen auch unter Die 3 Freunde ermitteln sowie unter Andi, der Meisterdetektiv[2] (Tina; Folge 1–9)
- Bibi Blocksberg (Marita; Folge 19–64)
  - „Die schwarzen Vier“ (Cornelia)
- Benjamin Blümchen
  - „Benjamin, der erste Wetterelefant der Welt“ (Kind)
  - „Benjamin und die Schule“ (Mädchen)
  - „Benjamin und das Schloss“ (Mädchen)
  - „Benjamin als Sheriff“ (Frau)
  - „Benjamin als Reporter“ (Frau)
  - "Benjamin als Müllmann" (Frau)
- Wendy
  - „Ravenna gehört mir!“ (Stefanie)
- Jantschi und der wundertätige Stier, Funkbearbeitung: Susanne Finger, Regie: Ulli Herzog.[3]

## Filmografie
- 2008: Die Macht der Musik als technische Assistentin[4]